# Trippie Redd
Michael Lamar White IV (cunoscut sub numele de Trippie Redd, n. 18 iunie 1999, Canton, Ohio, SUA) este un rapper și cântăreț american, mai cunoscut pentru piesele "Love Scars", "Poles1469" și "Dark Knight Dummo", piesele fiind premiate cu aur de RIAA, și pe locul 72 în Billboard Hot 100.

## Începutul vieții
Michael White s-a născut pe 18 iunie 1999, în Canton, Ohio. Tatăl lui Michael se afla în închisoare la momentul nașterii lui, și mama lui a fost lăsată să-l crească singură. Michael a crescut în Canton deși el s-a mutat în Columbus, Ohio, de câteva ori. Interesul lui Michael în muzică a început când mama lui i-a pus melodii de la Ashanti, Beyoncé, Tupac, și Nas când el creștea asta conducându-l să asculte mai apoi artiștii ca și T-Pain, KISS, Gucci Mane, Marilyn Manson și Lil Wayne. Michael a început să cânte rap inspirat de Taevion Williams, alt rapper ce cânta sub numele de Lil Tae. Williams mai târziu murind într-un accident de mașină. Michael a început să-și ia cariera muzicală în serios și a început să înregistreze muzică lansând “Sub-Zero” și “New Ferrari” în 2014, mai apoi ștergându-le.
White era afiliat cu mafia stradală Bloods și mergea la liceu în Canton unde a primit un punctaj de 4.0 la GPA, descriindu-se în liceu ca și un singuratic ce era mereu popular. După promovarea liceului, White s-a mutat în Atlanta, unde l-a cunoscut pe rapper-ul Lil Wop și eventual a semnat cu o casă de discuri.

## Cariera
Lil Wop l-a ajutat pe White să găsească un studio profesional, unde a început să lucreze cu Lil Wop și Kodie Shane înregistrând proiectele Awakening My Inner Beast, Beast Mode și Rock the World Trippie. White eventual semnând cu Strainge Entertainment (acum știut ca Elliot Grainge Entertainment) și s-a relocat în Los Angeles.
În mai 2017, White a lansat mixtape-ul de debut, A Love Letter to You, cu "Love Scars" ca și single principal, care a atins 8 millioane de vizionări pe YouTube în doar câteva luni. și mai mult de 13 millioane pe SoundCloud. White a participat și la albumul lui XXXTentacion numit 17, piesa care a atins locul 41 pe Billboard Hot 100.
În octombrie 2017, White a lansat al doilea mixtape, A Love Letter to You II. Albumul a ajuns locul #34 pe Billboard 200. Mai târziu în aceea luna, White a lansat un EP în colaborare cu rapper-ul din Atlanta, Lil Wop numindu-l Angels & Demons.
Pe 5 decembrie, 2017, White a lansat piesa "Dark Knight Dummo" cu Travis Scott. Piesa a ajuns locul #72 pe Billboard Hot 100, făcând o primă intrare a lui White pe chart-uri ca și artist principal. Pe 25 decembrie, 2017, White a lansat piesa "TR666" pe contul lui de SoundCloud, avându-l pe Swae Lee și produsă de Scott Storch. Mai târziu White lansează "18" alături de Baauer, Kris Wu, Joji și Rich Brian.
Într-un interviu cu Billboard în martie 2018, White a spus că următorul său album o să conțină colaborări cu Lil Wayne și Erykah Badu.

## Viața personală
White este parțial Irish și Native American.
White spune în martie 2017 că valorează 7 millioane de dolari americani.

### Probleme legale
White a fost arestat în Cobb County, Georgia după un atac la rapper-ul FDM Grady în mai 2018. Grady spune că White și rapper-ul Lil Wop au insultat-o pe prietena lui, asta făcându-l pe Grady să scoată o armă înainte de a începe o bătaie cu White,corp la corp. În acest punct, Grady era atacat de 4 persoane incluzând White și Wop. White a fost arestat pentru bătaie publică, delict penal. După câteva săptămâni, în iunie, White a fost arestat din nou în Georgia deoarece a atacat o femeie.

## Discografie

### Mixtape-uri
- A Love Letter to You (2017)[26]
- A Love Letter to You 2 (2017)
- A Love Letter to You 3 (2018)
- A Love Letter to You 4 (2019)
- A Love Letter to You 5 (2023)

### EP-uri
- Awakening My InnerBeast (2016)
- Beast Mode (2016)
- Rock the World, Trippie (2016)
- White Room Project (2017)
- A Love Letter You'll Never Get (2017)
- Angels and Demons (cu Lil Wop) (2017)
- Spooky Sounds (2020)
- Saint Michael (2023)
- genre : sadboy (cu Machine Gun Kelly) (2024)

### Single-uri

#### Ca artist principal
| Titlu                                 | An   | Poziție pe clasament | Poziție pe clasament | Poziție pe clasament | Certificare     | Album                  |
| Titlu                                 | An   | US                   | US R&B/HH            | CAN                  | Certificare     | Album                  |
| ------------------------------------- | ---- | -------------------- | -------------------- | -------------------- | --------------- | ---------------------- |
| "Poles1469" (cu 6ix9ine)              | 2017 | —                    | 44                   | —                    | - RIAA: Aur     | A Love Letter to You   |
| "Love Scars"                          | 2017 | —                    | —                    | —                    | - RIAA: Aur     | A Love Letter to You   |
| "Bust Down"                           | 2017 | —                    | —                    | —                    | - RIAA: Aur     | A Love Letter to You 2 |
| "Dark Knight Dummo" (cu Travis Scott) | 2017 | 72                   | 29                   | 93                   | - RIAA: Platina | TBA                    |

#### Ca feature
| Titlu                                                      | An   | Pozitie pe clasament | Pozitie pe clasament | Pozitie pe clasament | Pozitie pe clasament | Pozitie pe clasament | Pozitie pe clasament | Pozitie pe clasament | Album             |
| Titlu                                                      | An   | US                   | US R&B/HH            | CAN                  | ITA                  | NZ Heat.             | SWE                  | SWI                  | Album             |
| ---------------------------------------------------------- | ---- | -------------------- | -------------------- | -------------------- | -------------------- | -------------------- | -------------------- | -------------------- | ----------------- |
| "Ill Nana" (DRAM cu Trippie Redd)                          | 2017 | —                    | —                    | —                    | —                    | —                    | —                    | —                    | Big Baby D.R.A.M. |
| "18" (Kris Wu, Rich Brian, Joji cu Tripple Redd si Baauer) | 2018 | —                    | —                    | —                    | —                    | —                    | —                    | —                    | Non-album single  |
| "Fuck Love" (XXXTentacion cu Trippie Redd)                 | 2018 | 41                   | 18                   | 52                   | 73                   | 2                    | —                    | 88                   | 17                |
| "Jump" (Julia Michaels cu Trippie Redd)                    | 2018 | —                    | —                    | —                    | —                    | 7                    | —                    | —                    | Va fi anunțat     |

### Alte piese din clasament
| "66" (Lil Yachty cu Trippie Redd) | 2018 | 73 | 36 | 74 | 3 | Lil Boat 2 |  |  |
| "Wish" (Diplo cu Trippie Redd)    | 2018 | —  | —  | —  | 8 | California |  |  |
|                                   |      |    |    |    |   |            |  |  |

## Referinte
1. ↑   https://www.xxlmag.com/trippie-redd-reveals-father-newborn-son/ Lipsește sau este vid: |title= (ajutor)
2. ↑  Trippie Redd on Apple Music (în engleză), Apple Music
3. ↑  Lil Peep’s ‘Come Over When You’re Sober’ Is The Latest Stop On Hip-Hop's Road To Emo (în engleză), Genius
4. ↑  Jon Caramanica (21 martie 2018). „Two SoundCloud Rap Outlaws Push Boundaries From the Fringes” (în engleză). Accesat în 16 iunie 2018. And yet something slightly different has been happening: Many of the sound's key players — Lil Pump, Smokepurpp, Trippie Redd — have been absorbed into the music industry, becoming a kind of farm team for hip-hop's mainstream.
5. 1 2 3 4 5  „Gold & Platinum - RIAA”. RIAA (în engleză). Accesat în 31 ianuarie 2018.
6. 1 2 3 4 5  „The Break Presents: Trippie Redd - XXL”. XXL Mag (în engleză). Accesat în 8 septembrie 2017.
7. 1 2 3 4  Mass Appeal (30 iunie 2017), Open Space: Trippie Redd, accesat în 8 septembrie 2017
8. 1 2 3  „Trippie Redd Is on the Way to Becoming Soundcloud Rap's Frank Sinatra”. Noisey (în engleză). Arhivat din original la 18 iunie 2018. Accesat în 8 septembrie 2017.
9. ↑  No Jumper (19 iunie 2017), The Trippie Redd & Lil Wop Interview, accesat în 8 septembrie 2017
10. ↑  „Who is Trippie Redd ? – DrillKing” (în engleză). Arhivat din original la 12 septembrie 2017. Accesat în 8 septembrie 2017.
11. ↑  „Meet Lil Wop, 2017 Trapper of the year” (în engleză). Arhivat din original la 7 noiembrie 2017. Accesat în 30 octombrie 2017.
12. 1 2  „24 Hours in Miami With Trippie Redd”. PigeonsandPlanes (în engleză). Accesat în 8 septembrie 2017.
13. ↑  „Welcome”. Strainge Entertainment (în engleză). Arhivat din original la 12 septembrie 2017. Accesat în 12 septembrie 2017.
14. ↑  „Trippie Redd shares new mixtape A Love Letter To You 2”. The FADER (în engleză). Accesat în 17 octombrie 2017.
15. ↑  „Trippie Redd and Lil Wop Release Collab EP 'Angels & Demons' - XXL”. XXL Mag. Accesat în 6 decembrie 2017.
16. ↑  „Trippie Redd and Travis Scott Drop New Song Dark Knight Dummo - XXL”. XXL Mag. Accesat în 6 decembrie 2017.
17. ↑  „Travis Scott Chart History”. Billboard. Accesat în 10 februarie 2018.
18. ↑  „Swae Lee & Trippie Redd Collab On "TR66"”. HotNewHipHop. Accesat în 27 decembrie 2017.
19. ↑  „Trippie Redd Joins Kris Wu, Rich Brian and More in 18 Video - XXL”. XXL Mag (în engleză). Accesat în 15 martie 2018.
20. ↑  „Trippie Redd Says Debut Album Will Include Features From Lil Wayne & Erykah Badu”. Billboard. Accesat în 5 aprilie 2018.
21. ↑  „The New Wave: Who Is Trippie Redd?”. Accesat în 5 aprilie 2018.
22. ↑  „Trippie Redd Claims He Bought His Mom a New House  - XXL”. XXL Mag (în engleză). Accesat în 15 martie 2018.
23. ↑  „Trippie Redd was reportedly arrested in Atlanta”. The FADER (în engleză). Accesat în 30 mai 2018.
24. ↑  „Trippie Redd and Lil Wop Arrested in Atlanta for Fighting - XXL”. XXL Mag (în engleză). Accesat în 30 mai 2018.
25. ↑  „Rapper Trippie Redd Arrested Again for Alleged Assault”. TMZ. Accesat în 12 iunie 2018.
26. ↑  „Trippie Redd - A Love Letter To You”. HotNewHipHop. Accesat în 17 octombrie 2017.
27. ↑  „Trippie Redd – Chart history (Bubbling Under Hot 100 Singles)”. Billboard. Accesat în 12 decembrie 2017.
28. ↑  „Travis Scott Chart History”. Billboard. Accesat în 19 ianuarie 2018.
29. ↑  „Trippie Redd Chart History: Hot R&B/Hip-Hop Songs”. Billboard. Accesat în 23 ianuarie 2018.
30. ↑  „Travis Scott Chart History: Canadian Hot 100”. Billboard. Accesat în 19 decembrie 2017.
31. 1 2 3  „Chart Search for Trippie Redd (Bubbling Under Hot 100 Singles) | Billboard”. Billboard. Accesat în 2 noiembrie 2017.
32. ↑  „A Love Letter to You by Trippie Redd on Apple Music”. iTunes. Accesat în 2 noiembrie 2017.
33. ↑  „Chart Search for Trippie Redd (Bubbling Under R&B/Hip-Hop Singles) | Billboard”. Billboard. Accesat în 2 noiembrie 2017.
34. ↑  Bust Down - Single by Trippie Redd (în engleză), 15 septembrie 2017, accesat în 17 mai 2018
35. ↑  „XXXTentacion – Chart History: Hot R&B/Hip-Hop Songs”. Billboard. Accesat în 2 noiembrie 2017.
36. ↑  „XXXTentacion – Chart History: Canadian Hot 100”. Billboard. Accesat în 2 noiembrie 2017.
37. ↑  „Classifica settimanale WK 35” (în Italian). Federazione Industria Musicale Italiana. Accesat în 2 noiembrie 2017.
38. ↑  „NZ Heatseekers Singles Chart”. Recorded Music NZ. 4 septembrie 2017. Arhivat din original la 1 septembrie 2017. Accesat în 2 noiembrie 2017.
39. ↑  „Discographie XXXTentaction – hitparade.ch”. Hung Medien. Accesat în 2 noiembrie 2017.
40. ↑  „Ill Nana (feat. Trippie Redd) - Single by DRAM on Apple Music”. iTunes. Accesat în 2 noiembrie 2017.
41. ↑  „Top 40/R Future Releases - R&B Song and Hip-Hop Music Release Dates”. All Access. 4 ianuarie 2018. Arhivat din original la 4 ianuarie 2018. Accesat în 28 martie 2018.
42. ↑  „Veckolista Heatseeker – Vecka 37, 15 september 2017”. Sverigetopplistan. Accesat în 15 septembrie 2017.
43. ↑  „Jump (feat. Trippie Redd) - Single by Julia Michaels on Apple Music”. iTunes. Accesat în 18 iunie 2018.
44. ↑  „Lil Yachty - Chart history (Billboard Hot 100)”. Billboard. Accesat în 28 noiembrie 2017.
45. ↑  „Lil Yachty - Chart history (Hot R&B/Hip-Hop Songs)”. Billboard. Accesat în 20 martie 2018.
46. ↑  „Lil Yachty – Chart History: Canadian Hot 100”. Billboard. Accesat în 28 decembrie 2017.
47. ↑  „NZ Heatseeker Singles Chart”. Recorded Music NZ. 19 martie 2018. Arhivat din original la 16 martie 2018. Accesat în 16 martie 2018.

1. ↑  "Poles1469" did not enter the Billboard Hot 100, but peaked at number 8 on the Bubbling Under Hot 100 Singles chart.[31]
2. ↑  "Love Scars" did not enter the Billboard Hot 100, but peaked at number 15 on the Bubbling Under Hot 100 Singles chart.[31]
3. ↑  "Love Scars" did not enter the Billboard Hot R&B/Hip-Hop Songs chart, but peaked at number one on the Bubbling Under R&B/Hip-Hop Singles chart.[33]
4. ↑  "Fvck Love" did not enter the Sverigetopplistan singles chart, but peaked at number one on the Sverigetopplistan Heatseeker chart.[44]
5. ↑  "Wish" did not enter the Billboard Hot 100, but peaked at number 20 on the Bubbling Under Hot 100 Singles chart.[31]